# جام در جام اروپا ۶۶–۱۹۶۵
فصل ۶۶–۱۹۶۵ از مسابقات فوتبال جام برندگان جام اروپا، با برتری ۲ بر ۱ بروسیا دورتموند مقابل لیورپول در فینال این رقابت‌ها و در وقت اضافه، در ورزشگاه همپدن پارک به پایان رسید. برای اولین بار در این مسابقات قانون گل زده در خانه حریف اجرا شد.

## دور اول
| تیم ۱                        | نتیجه‌نهایی | تیم ۲                         | بازی رفت                                                                 | بازی برگشت                                                               |
| ---------------------------- | ---------- | ----------------------------- | ------------------------------------------------------------------------ | ------------------------------------------------------------------------ |
| باشگاه فوتبال وستهام یونایتد | Bye        |                               | n/a                                                                      | n/a                                                                      |
| باشگاه فوتبال اومانیا        | 1–2        | باشگاه فوتبال المپیاکوس       | 0–1 (گزارش بایگانی‌شده در ۲۸ سپتامبر ۲۰۱۷ توسط Wayback Machine) (گزارش)   | 1–1 (گزارش بایگانی‌شده در ۲۸ سپتامبر ۲۰۱۷ توسط Wayback Machine) (گزارش ۲) |
| باشگاه فوتبال ماگدبورگ ۱     | 3–0        | CA Spora Luxembourg           | 1–0 (گزارش بایگانی‌شده در ۲۸ سپتامبر ۲۰۱۷ توسط Wayback Machine) (گزارش ۲) | 2–0 (گزارش بایگانی‌شده در ۲۸ سپتامبر ۲۰۱۷ توسط Wayback Machine) (گزارش ۲) |
| باشگاه فوتبال سیون           | 6–3        | باشگاه فوتبال گالاتاسرای      | 5–1 (گزارش) (گزارش ۲)                                                    | 1–2 (گزارش) (گزارش ۲)                                                    |
| 1. Wiener Neustädter SC      | 0–3        | Știința Cluj                  | 0–1 (گزارش) (گزارش ۲)                                                    | 0–2 (گزارش) (گزارش ۲)                                                    |
| باشگاه فوتبال اتلتیکو مادرید | 5–0        | باشگاه فوتبال دینامو زاگرب    | 4–0 (گزارش) (گزارش ۲)                                                    | 1–0 (گزارش) (گزارش ۲)                                                    |
| Floriana                     | 1–13       | باشگاه فوتبال بروسیا دورتموند | 1–5 (گزارش) (گزارش ۲)                                                    | 0–8 (گزارش) (گزارش ۲)                                                    |
| Limerick F.C.                | 1–4        | باشگاه فوتبال زسکا صوفیه      | ۱–۲                                                                      | ۰–۲                                                                      |
| باشگاه ورزشی آرهوس           | 4–2        | باشگاه فوتبال ویتوریا ستوبال  | 2–1 (گزارش) (گزارش ۲)                                                    | 2–1 (گزارش) (گزارش ۲)                                                    |
| باشگاه فوتبال گو اهد ایگلز   | 0–7        | باشگاه فوتبال سلتیک           | 0–6 (گزارش) (گزارش ۲)                                                    | 0–1 (گزارش) (گزارش ۲)                                                    |
| KR                           | 2–6        | باشگاه فوتبال روزنبورگ        | 1–3 (گزارش) (گزارش ۲)                                                    | 1–3 (گزارش) (گزارش ۲)                                                    |
| Coleraine F.C.               | 1–10       | باشگاه فوتبال دینامو کی‌یف     | 1–6 (گزارش) (گزارش ۲)                                                    | 0–4 (گزارش) (گزارش ۲)                                                    |
| دوکلا پراگ                   | 2–0        | باشگاه فوتبال رن              | 2–0 (گزارش) (گزارش ۲)                                                    | 0–0 (گزارش) (گزارش ۲)                                                    |
| Reipas Lahti                 | 2–16       | باشگاه فوتبال بوداپست هونود   | 2–10 (گزارش) (گزارش ۲)                                                   | 0–6 (گزارش) (گزارش ۲)                                                    |
| باشگاه فوتبال یوونتوس        | 1–2        | باشگاه فوتبال لیورپول         | 1–0                                                                      | 0–2                                                                      |
| باشگاه فوتبال کاردیف سیتی    | 1–3        | باشگاه فوتبال استاندارد لیژ   | 1–2 (گزارش) (گزارش ۲)                                                    | 0–1 (گزارش) (گزارش ۲)                                                    |

## دور دوم
| تیم #۱                        | در مجموع.                       | تیم #۲                       | دور رفت               | دور برگشت             |
| ----------------------------- | ------------------------------- | ---------------------------- | --------------------- | --------------------- |
| باشگاه فوتبال وستهام یونایتد  | 6–2                             | باشگاه فوتبال المپیاکوس      | 4–0 (گزارش) (گزارش ۲) | 2–2 (گزارش) (گزارش ۲) |
| باشگاه فوتبال ماگدبورگ ۱      | 10–3                            | باشگاه فوتبال سیون           | 8–1 (گزارش) (گزارش ۲) | 2–2 (گزارش) (گزارش ۲) |
| Știința Cluj                  | 0–6                             | باشگاه فوتبال اتلتیکو مادرید | 0–2 (گزارش) (گزارش ۲) | 0–4 (گزارش) (گزارش ۲) |
| باشگاه فوتبال بروسیا دورتموند | 5–4                             | باشگاه فوتبال زسکا صوفیه     | 3–0 (گزارش) (گزارش ۲) | 2–4 (گزارش) (گزارش ۲) |
| باشگاه ورزشی آرهوس            | 0–3                             | باشگاه فوتبال سلتیک          | 0–1 (گزارش) (گزارش ۲) | 0–2 (گزارش) (گزارش ۲) |
| باشگاه فوتبال روزنبورگ        | 1–6                             | باشگاه فوتبال دینامو کی‌یف    | 1–4 (گزارش) (گزارش ۲) | 0–2 (گزارش) (گزارش ۲) |
| دوکلا پراگ                    | 4–4 (قانون گل زده در خانه حریف) | باشگاه فوتبال بوداپست هونود  | 2–3 (گزارش) (گزارش ۲) | 2–1 (گزارش) (گزارش ۲) |
| باشگاه فوتبال لیورپول         | 5–2                             | باشگاه فوتبال استاندارد لیژ  | 3–1 (گزارش) (گزارش ۲) | 2–1 (گزارش) (گزارش ۲) |

## یک‌چهارم نهایی
| تیم #۱                       | در مجموع. | تیم #۲                        | دور رفت               | دور برگشت             |
| ---------------------------- | --------- | ----------------------------- | --------------------- | --------------------- |
| باشگاه فوتبال وستهام یونایتد | 2–1       | باشگاه فوتبال ماگدبورگ ۱      | 1–0 (گزارش) (گزارش ۲) | 1–1 (گزارش) (گزارش ۲) |
| باشگاه فوتبال اتلتیکو مادرید | 1–2       | باشگاه فوتبال بروسیا دورتموند | 1–1 (گزارش) (گزارش ۲) | 0–1 (گزارش) (گزارش ۲) |
| باشگاه فوتبال سلتیک          | 4–1       | باشگاه فوتبال دینامو کی‌یف     | 3–0 (گزارش) (گزارش ۲) | 1–1 (گزارش) (گزارش ۲) |
| باشگاه فوتبال بوداپست هونود  | 0–2       | باشگاه فوتبال لیورپول         | 0–0 (گزارش) (گزارش ۲) | 0–2 (گزارش) (گزارش ۲) |

## نیمه‌نهایی
| تیم #۱                       | در مجموع. | تیم #۲                        | دور رفت | دور برگشت |
| ---------------------------- | --------- | ----------------------------- | ------- | --------- |
| باشگاه فوتبال وستهام یونایتد | 2–5       | باشگاه فوتبال بروسیا دورتموند | 1–2     | 1–3       |
| باشگاه فوتبال سلتیک          | 1–2       | باشگاه فوتبال لیورپول         | 1–0     | 0–2       |

## فینال
| باشگاه فوتبال بروسیا دورتموند          | 2–1 (وقت اضافه)               | باشگاه فوتبال لیورپول |
| -------------------------------------- | ----------------------------- | --------------------- |
| زیگفرید هلد ۶۱' · راینهارد لیبودا ۱۰۷' | گزارش گزارش ۲ گزارش (archive) | راجر هانت ۶۸'         |